# أحمد عصمت عبد المجيد
عصمت عبد المجيد (1 مارس 1923 - 21 ديسمبر 2013) من مواليد مدينة الإسكندرية، دبلوماسي مصري، شغل منصب وزير خارجية مصر بين عامي 1984 و1991، ثم شغل منصب الأمين العام لجامعة الدول العربية من عام 1991 حتى عام 2001.

## الأبوين
- والده هو محمد فهمي عبد المجيد مؤسس جمعية المواساة الإسلامية الخيرية بالإسكندرية وله تمثال أمام المدخل الرئيسي لمستشفي المواساة بشرق الإسكندرية كما أطلق اسمه علي مدرسة بمنطقة كوم الدكة التاريخية بالمحافظة وقد توفي في العام 1943
- أمه هي إحدي كريمات عائلة الناضوري العريقة بالإسكندرية وقد تزوجها والده في العام 1922.

## التعليم
- تلقي تعليمه بكلية سان مارك بالإسكندرية(وليس العباسية كما يشاع).
- حصل علي ليسانس الحقوق من جامعة الإسكندرية عام 1944.
- حصل على درجة الدكتوراه في القانون الدولي من جامعة باريس عام 1951 ، وكان موضوع الرسالة «محكمة الغنائم في مصر - دراسة مقارنة» .

* حصل علي 4 دبلومات من جامعة باريس هي :
1. دبلوم الدرسات العليا في القانون 1947
2. دبلوم الدرسات العليا في الاقتصاد 1948
3. دبلوم معهد القانون المقارن 1949
4. دبلوم معهد العلوم السياسية 1949

## المناصب الرسمية
1. الأمين العام لـ جامعة الدول العربية في الفترة بين 1991 و2001.
2. نائب رئيس مجلس الوزراء عام 1985.
3. وزير الخارجية المصرية في الفترة بين 1984 و1991 .
4. سفير ومندوب مصر الدائم في الأمم المتحدة بين 1972 و1983.
5. وزير الدولة لشئون مجلس الوزراء بين 1970 و1972.
6. سفير مصر لدي فرنسا عام 1970.
7. رئيس الهيئة العامة للاستعلامات ومتحدث رسمي للحكومة المصرية بدرجة نائب وزير عام 1969.
8. مديرا للثقافة والتعاون الفني بوزارة الخارجية عام 1968 - 1969.
9. أمين عام اللجنة الوزارية العليا للعلاقات الثقافية والتعاون الفني لجمهورية مصر العربية عام 1969.
10. مدير مكتب وكيل وزارة الخارجية بالقاهرة عام 1968.
11. وزير مفوض بالسفارة المصرية في باريس، فرنسا من 1963 إلى 1967.
12. نائب مدير الإدارة القانونية بوزارة الخارجية بالقاهرة من 1961 إلى 1963.
13. مستشار بالبعثة الدائمة لمصر في المقر الأوروبي للأمم المتحدة في جنيف عام 1957 إلى 1961.
14. رئيس قسم المملكة المتحدة بوزارة الخارجية، القاهرة عام 1954 و1957.
15. ملحق وسكرتير ثالث بسفارة مصر في لندن.
16. محام لدى أقلام قضايا الحكومة، (قضايا الدولة) حاليا عام 1944 و1945.
17. مستشار سياسي مسئول عن تنفيذ الاتفاقية البريطانية المصرية عام 1954 و1956.

## الخبرة الأكاديمية والقانونية والدبلوماسية
1. عضو نقابة المحامين المصرية، من سبتمبر/كانون الأول 1944 حتى الوقت الحاضر.
2. ترافع أمام المحاكم الوطنية المصرية والمحاكم المختلطة بالإسكندرية مصر.
3. شارك عام 1954 في المفاوضات المصرية- البريطانية حول جلاء القوات الإنجليزية من مصر.
4. وفي عام 1957 شارك في الوفد المصري الذي تفاوض مع الفرنسيين لإعادة العلاقات المقطوعة بين البلدين بعد العدوان الثلاثي والذي توصل إلى اتفاقية زيورخ حول استئناف العلاقات الدبلوماسية بين القاهرة وباريس.
5. عضو اللجنة التأسيسية لجامعة الأمم المتحدة في طوكيو عام 1974.
6. رئيس اللجنة الوزارية لتصفية الحراسات عام 1970.
7. عضو اللجنة التشريعية الوزارية المصرية عام 1970.
8. اشترك في أعمال اللجان التشريعية ولجان الشؤون الخارجية والشؤون العربية بمجلس الشعب (البرلمان المصري).
9. رئيس اللجنة التي كلفت بإدخال اللغة العربية لغة عاملة في الأمم المتحدة عام 1974.
10. عضو اتحاد القانون الدولي، لندن.
11. عضو لجنة الأمم المتحدة الخاصة بالمؤسسات غير الوطنية نيويورك، نوفمبر/تشرين الثاني 1981.
12. مدير مركز القاهرة الإقليمي للتحكيم التجاري الدولي CRCICA، والذي أنشئ تحت إشراف اللجنة الاستشارية القانونية الآسيوية الأفريقية AALCO (1983).

## أنشطة عامة
1. رئيس اللجنة المصرية في معرض توت عنخ آمون، باريس عام 1966.
2. رأس احتفال افتتاح جناح سنكلير الذي خصص لمعبد دندرة في متحف مترو بوليتان للفنون بنيويورك
3. زميل رئاسي، معهد أسبن للدراسات الإنسانية، أسبن كولورادو.
4. عضو الجمعية المصرية للأمم المتحدة.
5. عضو جمعية الصداقة الفرنسية المصرية.
6. رئيس المجموعة القومية المصرية التابعة لمركز السلام العالمي من خلال القانون

## الجوائز والأوسمة
1. حصل على وسام الجمهورية من جمهورية مصر العربية وأوسمة أخرى كثيرة من فرنسا ويوغوسلافيا واليونان وإيطاليا والدانمرك وكولومبيا وألمانيا الاتحادية وسلطنة بر وناي.

## كتبه
1. قام بتأليف كتاب مواقف وتحديات في العالم العربي في 383 صفحة حيث كان أكثر الأشخاص احتكاكا بمشاكل الأمة العربية وآلامها والمواقف والتحديات والأحداث التي واجهتها والتي أثرت سلبا أو إيجابا على الأمة العربية كأزمة الخليج الثانية والأزمة الليبية الغربية (لوكربي) وأزمة لبنان وأزمة احتلال إيران للجزر الإماراتية.

## الوفاة
توفي يوم السبت 21/12/2013 عن عمر يناهز 90 عاماً وشيعت جنازته يوم الأحد.

## روابط خارجية
- أحمد عصمت عبد المجيد على موقع مونزينجر (الألمانية)